# Ca l'Artigas (la Pobla de Lillet)
Ca l'Artigas és un edifici del municipi de la Pobla de Lillet (Berguedà) inclòs en l'Inventari del Patrimoni Arquitectònic de Catalunya.

## Descripció
La fàbrica tèxtil de ca l'Artigas és una construcció industrial de dues plantes, formada per una àmplia nau rectangular coberta a dues vessants i amb pilars de ferro colat que sostenen els sostres fets amb revoltons. Els murs són de maçoneria i presenta una sèrie de finestrals emmarcats per totxos, bona part dels quals s'han anul·lat a finals del segle XX per necessitats industrials. Paral·leles a la gran fàbrica hi ha altres naus d'estructura semblant que amplien les dependències industrials. Destaca una xemeneia troncocònica d'alçada considerable, realitzada amb maó massís, amb argolles de ferro com a reforç.
Prop de la fàbrica hi ha els jardins Artigas, jardins privats de la torre del propietari que ja no es conserva.
El canal que donava força hidràulica a la fàbrica s'origina sota la fàbrica Asland i circula en poc desnivell fins a l'altura de Cal Sargantana, prop de la fàbrica, on en una gran canonada es produeix el salt de l'aigua.

## Història
La fàbrica de ca l'Artigas fou fundada a finals del segle xix. És una típica fàbrica de riu que no desenvolupà una colònia a causa de la proximitat amb el nucli urbà de la Pobla de Lillet. El 1876 Artigas i Saleta van adquirir l'antic molí de la Panella a Pere Casas, a fi d'adaptar-lo com a fàbrica tèxtil. La primera matrícula industrial d'Artigas i Saleta és del 1878-79, i en aquell moment estava formada per uns 100 fusos, una carda, un teler i un teler de samarretes.
El 1887 es va produir una riuada que va afectar greument l'edifici, de manera que es va haver de reconstruir, amb la forma que coneixem actualment. Posteriorment el negoci es va anar ampliant, i el 1893-94 hi constaven 623 fusos, 6 telers Jacquard, una màquina de desfilar, 104 telers mecànics, 4 telers de mà, un teler de samarretes, un tint i un blanqueig.
L'any següent, 1894-95, ja consta com a únic propietari Joan Artigas i Alart, el qual va ser el promotor dels Jardins Artigas, propers a la fàbrica (1904-1905), jardins dissenyats per Antoni Gaudí, el qual fou allotjat a casa dels Artigas (que tenien amistat amb Eusebi Güell), quan l'arquitecte estava construint per a Güell el Xalet del Catllaràs.
Entre 1913 i 1928 ja hi consta el fill de l'anterior propietari, Joan Artigas i Casas, el qual fou un industrial emprenedor que va intentar diversificar la producció. Després d'un intent poc existós en el camp de la perfumeria, el 1914 produeix carbur de calci i electricitat; entre 1922 i 1923 va començar a fabricar cartró. L'any 1947 Agustí Barral va comprar la fàbrica als Artigas i hi va fer ampliacions. Fabricava cartró per al calçat, fins que la importació de cuirs va desplaçar aquest mercat. També s'hi elaboraven suports de paper per col·locar sota els gots de beguda, iniciativa que va obtenir un èxit rotund amb vendes arreu d'Espanya.